# Gephyromantis luteus
A Gephyromantis luteus   a kétéltűek (Amphibia) osztályába és  a békák (Anura) rendjébe aranybékafélék (Mantellidae) családjába tartozó faj. 

## Előfordulása
Madagaszkár endemikus faja. A sziget északkeleti részén, a tengerszinttől 700 m-es magasságig honos.

## Megjelenése
Közepes méretű  Gephyromantis faj. A hímek testhossza 36–43 mm, a nőstényeké 41–47 mm. Háti bőre sima, feltűnő és kiemelkedő külső és belső bőrredőkkel. Hátának színe általában egységesen világosbarna vagy vörösesbarna, néha apró fekete mintázattal. Egyes színváltozatainak oldala narancsszínű. A hímeknek feketés színű, páros hanghólyagjuk, combjukon apró, de jól látható mirigyeik vannak.
Hasonló fajok: Gephyromantis sculpturatus, melynek hangja kissé más és combmirigyei kevésbé láthatók, illetve a Gephyromantis plicifer, melynek teljesen más a hangja, és nagy, kiemelkedő combmirigyei vannak.

## Természetvédelmi helyzete
A vörös lista a nem fenyegetett fajok között tartja nyilván. Elterjedési területe nagy, populációjának létszáma bőséges. Bár számos védett területen előfordul, a védett területeken kívül élőhelyének elvesztése jelent fenyegetést rá a mezőgazdaság, a fakitermelés, a szénégetés, a legeltetés és a települések fejlődése következtében.